# 23B busz (Sopron)
A soproni 23B jelzésű autóbusz Virágvölgy, Tercia Hubertus étterem és Lackner Kristóf utca, autóbusz-állomás végállomások között közlekedett.

## Története
A 23-as busz 2007. december 1.-jén indult Virágvölgy utasainak kiszolgálása érdekében. Az autóbusz-állomástól indulva ment egy kört a Várkerületen, majd felment a Bécsi-dombra. Néhány hónappal később létrejött a 23B jelzésű busz is, amely az Aranyhegyi lakótelepre is betért.
A 23-as buszok bevezetésüktől az Ógabona tér átépítésének idején a Várkerületen át közlekedtek a Mária-szobor és az Ötvös utca megállók érintésével, majd a Széchenyi téren fordultak vissza.
 2012. május 1.-jétől átalakították a térség buszközlekedését, ezzel a 23-as és 23B buszok megszűntek, helyettük a továbbiakban a 7B és az új 27B járatok közlekednek Virágvölgy érintésével.

## Útvonal
| Virágvölgy, Tercia Hubertus étterem → Lackner Kristóf utca, autóbusz-állomás |
| --- |
| Virágvölgy, Tercia Hubertus étterem végállomás – Hubertusz utca – Virágvölgyi utca – Erdburger utca – Stornó József utca – Kőrösi Csoma Sándor utca – Verő József utca – Ív utca – Verő József utca – Kőrösi Csoma Sándor utca – Stornó Ferenc utca – Bécsi út – Patak utca – Fűzfa sor – Ferenczy János utca – Lackner Kristóf utca – Ógabona tér – Széchenyi tér – Várkerület – Lackner Kristóf utca – Lackner Kristóf utca, autóbusz-állomás végállomás |

## Megállóhelyek
| Távolság (km) | Idő (perc) | Megállóhely neve / korábbi neve(i)                 | Átszállási lehetőségek (a 2012.04.30-ig érvényes menetrend szerint) | Nevezetességek / Helyek / Intézmények / Megjegyzések |
| ------------- | ---------- | -------------------------------------------------- | --- | --- |
| 0             | 0          | Virágvölgy, Tercia Hubertus étterem                | 7B, 23 | Soproni bobpálya Bécsi-domb Interaktív tanösvény |
| 2             | 1,2        | Kőrösi Csoma Sándor utca (temető)                  | 5M, 7, 7A, 7B | Szent Mihály temető Szent Mihály-templom Izraelita temető |
| 4             | 1,7        | Aranyhegyi ipari park                              | 15 | |
| 5             | 2,6        | Aranyhegyi lakópark                                | 15, 15A | |
| 6             | 3,5        | Aranyhegyi ipari park                              | 15 | |
| 8             | 3,9        | Kőrösi Csoma Sándor utca (temető)                  | 5M, 7, 7A, 7B | Szent Mihály temető Szent Mihály-templom Izraelita temető |
| 10            | 4,7        | Bécsi út                                           | 5M, 7, 7A, 7B, 13M, 23 | |
| 12            | 5,4        | Lackner Kristóf utca, autóbusz-állomás             | 1, 2, 3, 3A, 3M, 4, 5, 5A, 5M, 5T, 6, 7, 7A, 7B, 8, 9, 10, 10A, 10B, 10IB, 10M, 10Y, 11M, 12, 12A, 13, 13B, 13M, 14, 14B, 16, 17, 20, 20K, 20M, 21, 23, 32, 33 Helyközi és távolsági autóbuszjáratok | Soproni autóbusz-állomás Soproni Rendőrkapitányság Káposztás utcai Stadion INTERSPAR áruház Vásárcsarnok                                                                                        |
| 13            | 5,7        | Ógabona tér, Újteleki utca                         | 5, 5A, 5T, 6, 9, 10, 10A, 10B, 10Y, 13, 13B, 14, 14B, 17, 20, 20K, 20M, 23 | Tűztorony Városháza Mária-szobor Szentháromság-szobor Posta Szent György-templom Scarbantia Régészeti Park                                                                                      |
| 15            | 6,5        | Várkerület, Ötvös utca Várkerület 87. (Ötvös utca) | 1, 2, 4, 5, 5A, 5T, 9, 10, 10A, 10B, 10IB, 10M, 10MB, 10Y, 11M, 12, 12A, 15, 15A, 20, 20K, 20M, 23, 32                                                                                               | Liszt Ferenc Konferencia- és Kulturális Központ Soproni Petőfi Színház Posta Soproni Szent Júdás Tádé-templom SOE Lámfalussy Sándor Közgazdaságtudományi Kar Európa leghosszabb tere – Deák tér |
| 17            | 6,8        | Várkerület, Árpád utca Várkerület 59. (Árpád utca) | 1, 2, 4, 5, 5A, 5T, 6, 9, 10, 10A, 10B, 10IB, 10M, 10MB, 10Y, 11M, 12, 12A, 13, 13B, 14, 14B, 20, 20K, 20M, 23, 32, 33                                                                               | Tűztorony Városháza Mária-szobor Szentháromság-szobor Posta Szent György-templom Scarbantia Régészeti Park                                                                                      |
| 18            | 7,2        | Várkerület, Festő köz                              | 1, 2, 4, 5, 5A, 5T, 6, 9, 10, 10A, 10B, 10IB, 10M, 10MB, 10Y, 11M, 12, 12A, 13, 13B, 14, 14B, 20, 20K, 20M, 23, 32, 33                                                                               | Tűztorony Városháza Mária-szobor Szentháromság-szobor Posta Szent György-templom Scarbantia Régészeti Park                                                                                      |
| 19            | 7,7        | Lackner Kristóf utca, autóbusz-állomás             | 1, 2, 3, 3A, 3M, 4, 5, 5A, 5M, 5T, 6, 7, 7A, 7B, 8, 9, 10, 10A, 10B, 10IB, 10M, 10Y, 11M, 12, 12A, 13, 13B, 13M, 14, 14B, 16, 17, 20, 20K, 20M, 21, 23, 32, 33 Helyközi és távolsági autóbuszjáratok | Soproni autóbusz-állomás Soproni Rendőrkapitányság Káposztás utcai Stadion INTERSPAR áruház Vásárcsarnok                                                                                        |